# Sistotrema suballantosporum
Sistotrema suballantosporum är en svampart som beskrevs av Hallenb. 1980. Sistotrema suballantosporum ingår i släktet Sistotrema och familjen Hydnaceae.   Inga underarter finns listade i Catalogue of Life.